# Kamil Zaradkiewicz
Kamil Michał Zaradkiewicz (ur. 14 maja 1972 w Warszawie) – polski prawnik, doktor habilitowany nauk prawnych. Specjalista w zakresie prawa cywilnego, prawa rzeczowego, prawa konstytucyjnego, prawa konsumenckiego oraz praw człowieka i obywatela. Adiunkt w Katedrze Prawa Cywilnego Wydziału Prawa i Administracji Uniwersytetu Warszawskiego. W latach 2006–2016 dyrektor zespołu orzecznictwa i studiów Trybunału Konstytucyjnego. Od 2018 sędzia Sądu Najwyższego. W 2020 pełniący obowiązki pierwszego prezesa Sądu Najwyższego. W latach 2023–2024 dyrektor Krajowej Szkoły Sądownictwa i Prokuratury w Krakowie.

## Życiorys
Jest prawnukiem płk. Kazimierza Tumidajskiego i ppłk. Stanisława Styrczuli. Studia prawnicze ukończył z wyróżnieniem w 1997 na Wydziale Prawa i Administracji Uniwersytetu Warszawskiego. W 2000 uzyskał na macierzystym wydziale stopień doktora na podstawie pracy pt. Timesharing – charakter prawny i konstrukcje na gruncie polskiego prawa cywilnego, przygotowanej pod kierunkiem Marka Safjana. W latach 1998–2006 pracował w Instytucie Wymiaru Sprawiedliwości (najpierw jako asystent, a po doktoracie jako adiunkt). W 2004 został tutorem w Collegium Invisibile, a w 2008 wykładowcą na aplikacji legislacyjnej prowadzonej przez Rządowe Centrum Legislacji. Habilitował się w 2014 (z wyróżnieniem Rady Wydziału UW) na podstawie oceny dorobku naukowego i rozprawy zatytułowanej Instytucjonalizacja wolności majątkowej. Koncepcja prawa podstawowego własności i jej urzeczywistnienie w prawie prywatnym. Za tę monografię otrzymał w 2015 pierwszą nagrodę w 50. jubileuszowym konkursie miesięcznika „Państwo i Prawo” na najlepszą pracę habilitacyjną oraz Nagrodę Prezesa Rady Ministrów.
Pracuje na stanowisku adiunkta w Katedrze Prawa Cywilnego Instytutu Prawa Cywilnego Wydziału Prawa i Administracji UW. W kadencji 2015–2018 był członkiem Komitetu Nauk Prawnych PAN.
Przez kilkanaście lat pracował również w Trybunale Konstytucyjnym, doszedł do stanowiska dyrektora zespołu orzecznictwa i studiów Trybunału Konstytucyjnego. Jako dyrektor zespołu orzecznictwa i studiów brał udział, w charakterze gościa, w pracach parlamentarnych nad projektem ustawy o Trybunale Konstytucyjnym (ostatecznie – Ustawy z 25 czerwca 2015 r. o Trybunale Konstytucyjnym), w tym był informowany o wątpliwościach co do treści ówczesnego art. 137 ustawy przewidującego wybór pięciu sędziów TK przez Sejm VII kadencji. Pełniąc tę funkcję, w czasie trwania kryzysu wokół Trybunału Konstytucyjnego w Polsce, 19 kwietnia 2016 udzielił również dziennikowi „Rzeczpospolita” wywiadu, w którym wyraził opinię, że orzeczenia Trybunału nie zawsze są ważne i ostateczne. 20 kwietnia to samo powtórzył, udzielając wywiadu Wiadomościom TVP. Tydzień później, tj. 27 kwietnia 2016 r., minister skarbu państwa Dawid Jackiewicz wydał oświadczenie w przedmiocie powołania Kamila Zaradkiewicza do Rady Nadzorczej Przedsiębiorstwa Przeładunku Paliw Płynnych „Naftoport” Sp. z o.o. w Gdańsku (z dniem 28 kwietnia 2016 r.).
29 kwietnia 2016 serwis TVP Info podał, że Kamil Zaradkiewicz został poproszony przez ówczesnego szefa biura TK Macieja Granieckiego o rezygnację z pełnionej funkcji z powodu utraty zaufania, a następnie „został wezwany przez dziesięciu sędziów, w tym prezesa Rzeplińskiego”, którzy „oznajmili mu, że utracili do niego zaufanie”. 27 czerwca otrzymał wypowiedzenie dotychczasowej umowy o pracę wraz z przeniesieniem na niższe stanowisko asystenta sędziego. W uzasadnieniu decyzji szef biura TK wskazał, że decyzja wynika z utraty zaufania kierownictwa Trybunału do Kamila Zaradkiewicza w związku z udzielanymi wywiadami i jego aktywnością medialną. W udzielanych wywiadach Zaradkiewicz utrzymywał, iż nie wszystkie wyroki TK są ostateczne oraz podważał legalność wydawanych orzeczeń.
W lipcu 2016 Zaradkiewicz złożył pozew o przywrócenie do pracy i uznanie wypowiedzenia za bezskuteczne. Kierownictwo TK zawarło w 2017 r. ugodę uznając wypowiedzenie za bezprawne. W obronie Kamila Zaradkiewicza wystosowało listy do Prezesa TK Andrzeja Rzeplińskiego 21 członków Rady Wydziału Prawa i Administracji UW oraz 6 sędziów TK. 
W kwietniu 2017 został dyrektorem nowo powstałego Departamentu Prawa Administracyjnego w Ministerstwie Sprawiedliwości. Współautor projektu tzw. Dużej Ustawy Reprywatyzacyjnej, którego założenia przedstawił wraz z wiceministrem sprawiedliwości Patrykiem Jakim na konferencji prasowej w październiku 2017.
W 2018 w trakcie kryzysu wokół Sądu Najwyższego w Polsce zgłosił swoją kandydaturę na sędziego Izby Cywilnej Sądu Najwyższego.
10 października 2018 prezydent Andrzej Duda powołał go do pełnienia urzędu sędziego Sądu Najwyższego, ale legalność tej nominacji jest przedmiotem kontrowersji w środowisku sędziowskim i wśród przedstawicieli nauki prawa.
W 2019 został Przewodniczącym Rady Naukowej kwartalnika Ministerstwa Sprawiedliwości Nieruchomości@. Z funkcji tej został odwołany bez uzasadnienia przez Ministra Sprawiedliwości Adama Bodnara.
30 kwietnia 2020 prezydent Andrzej Duda powierzył mu pełnienie obowiązków Pierwszego Prezesa Sądu Najwyższego z dniem 1 maja 2020 do czasu powołania następcy Małgorzaty Gersdorf. 15 maja 2020 ogłosił swoją rezygnację z pełnienia obowiązków pierwszego prezesa SN.
24 listopada 2023 został dyrektorem Krajowej Szkoły Sądownictwa i Prokuratury w Krakowie. 19 stycznia 2024 zrzekł się funkcji.

## Publikacje
Jest autorem kilkudziesięciu publikacji naukowych, w tym m.in.:
- Wybrane zagadnienia prawa cywilnego (red. prowadzący wraz z M. Warcińskim), Wydawnictwo C. H. Beck 2006, ISBN 83-7483-248-7.
- Prawo kontraktów handlowych (wraz z J. Rajskim i W. Kocotem), Wydawnictwo Prawnicze LexisNexis 2007, ISBN 978-83-7334-777-9.
- Instytucjonalizacja wolności majątkowej (praca habilitacyjna), Biuro Trybunału Konstytucyjnego 2013, ISBN 978-83-87515-69-0.
- Kodeks cywilny. T. 1, Komentarz do artykułów 1–44910 (współautor, redaktor tomu: Krzysztof Pietrzykowski), Wydawnictwo C. H. Beck 2015, ISBN 978-83-255-6992-1.
- Kodeks cywilny. T. 2, Komentarz – art. 450–1088, przepisy wprowadzające (współautor, redaktor tomu: Krzysztof Pietrzykowski), Wydawnictwo C. H. Beck 2015, ISBN 978-83-255-6994-5.
- Prawo handlowe (współautor; red. nauk. Józef Okolski i Małgorzata Modrzejewska), Wolters Kluwer 2016, ISBN 978-83-264-8443-8.
- ponadto artykuły publikowane w czasopismach prawniczych, m.in. w „Orzecznictwie Sądów Polskich”. „Przeglądzie Prawa Handlowego”, „Palestrze”, „Rejencie” oraz „Wiadomościach Ubezpieczeniowych”.

## Odznaczenia i wyróżnienia
Postanowieniem prezydenta RP Bronisława Komorowskiego z 19 października 2010 został odznaczony Srebrnym Krzyżem Zasługi za zasługi w działalności na rzecz funkcjonowania orzecznictwa Trybunału Konstytucyjnego, za osiągnięcia w pracy zawodowej. W 2005 otrzymał nagrodę rektora Uniwersytetu Warszawskiego.